# Las viejas difíciles
Las viejas difíciles es una obra de teatro del dramaturgo español Carlos Muñiz, publicada en 1963 y estrenada tres años más tarde.

## Argumento
Una conservadora ciudad de provincias vive aun bajo la vigilante observancia de un grupo de ancianas, la Asociación de Damas, ancladas en la moral y los valores más ultramontanos. Cualquier veleidad moral es severamente castigada. Tal circunstancia acontece a los prometidos Antonio y Julita, ambos de 47 años, y con más de 30 de noviazgo, a la espera de una mejora económica que nunca termina de llegar. La pareja es sorprendida besándose en un banco del parque y acaba con sus huesos en la cárcel. La indignación de la Asociación de Damas recae sobre ellos, pese a que contraen matrimonio en prisión y son seguidamente liberados. Intentan encontrar acogida en casa de la hermana de Julita. Pero allí se topan con la difícil situación de la hija de su cuñada, que habiendo quedado embarazada, acusa falsamente a Antonio de haberla violado, para evitar una casi segura pena de muerte por su desliz. Antonio y Julita escapan de la furia de las Damas, pero la mujer, también embarazada y exhausta, fallece en el intento. Antonio, finalmente enloquecido, reúne el coraje de enfrentarse a las viejas a golpe de fusil.

## Representaciones destacadas
- Teatro Beatriz, Madrid, 7 de octubre de 1966.[2]
  - Dirección: Julio Diamante.
  - Intérpretes: Julieta Serrano (Julita), Anastasio Alemán (Antonio), Lola Gaos (Doña Joaquina), Margarita Calahorra (Concha), Fernando Sánchez Polack (Elías), Társila Criado (Doña Leonor), Miguel Armario (Agapito), Emilio Espinosa (Don Fabián), Francisco Merino (Don Teófanes), Mari Paz Yáñez (Conchita), José Luis Alonso de Santos (Elíitas), Rosa Luisa Goróstegui, Carola Fernán Gómez.

- Televisión, Estudio 1, TVE, 1981.
  - Dirección: Alfredo Castellón.
  - Intérpretes: Julieta Serrano (Julita), Gerardo Malla (Antonio), Cándida Losada (Doña Joaquina), Margarita Calahorra (Concha), Fernando Sánchez Polack (Elías), Mercedes Borqué, Covadonga Cadenas, Guillermo Montesinos, Isabel Pallarés, Diana Salcedo.